# Скределис, Янис Игнатьевич
Я́нис Игна́тьевич Скре́делис (латыш. Jānis Skredelis; 29 декабря 1939, Илуксте — 27 июня 2019) — советский и латвийский футбольный тренер.

## Биография
Рос Янис Скределис вместе с младшим братиком и сестрой в резекненской стороне, в семье, где все трудности лежали на материнских плечах. Он рано привык к работе и порядку, времени на лень не оставалось. В школьные годы Янис играл в футбол и баскетбол, ходил на лыжах. Хотя он не был выдающимся спортсменом, но эта закалка пригодилась ему во время военной службы на Урале, где он был шофёром и секретарём комсомольской организации части. Он активно участвовал в общественной работе и учась в Латвийский государственный институт физической культуры (ЛГИФК) был избран членом бюро комсомола.
По окончании ЛГИФКа в 1966 году Янис Скределис занялся тренерской работой в Илукстской спортивной школе (ДЮСШ Даугавпилсского района), но вскоре поступил на факультет психологии Ленинградского университета, где отучился три курса. В 1969 году он начал работать в Спорткомитете республики на посту главного тренера по футболу. Впоследствии Янис Скределис добился разрешения начать практическую тренерскую деятельность и возглавил рижскую команду «Страуме». Под его руководством «Страуме» стала чемпионом Риги, выиграла турнир клубов класса «Б» и вышла в класс «А».
В 1975 году Янис Скределис встал у руля рижской команды РЭЗ, и с этого времени начала работать связка между командой мастеров «Даугава» и РЭЗом, как её дублёрами. Также с 1977 по 1980 год он тренировал сборную юниоров республики, которая в 1978 году под его руководством заняла 4-е место на турнире «Переправа».
В 1981 году возглавил ведущий клуб Латвийской ССР — «Даугаву». В середине 80-х клуб показывал яркую игру, которая нравилась болельщикам. Однако футболисты «Даугавы» так и не смогли подняться из первой лиги в высшую.
В 1990 году работал с олимпийской сборной Ирака.
Летом 1993 года возглавил «Металлург» (Запорожье), но особых успехов не добился и вскоре вернулся в Латвию/
16 ноября 2009 года Янис Скределис был награждён Крестом Признания 4-й степени.

## Достижения

### Командные
«Прогресс» Рига
- Серебряный призёр чемпионата Латвийской ССР: 1980.

 «Даугава» Рига
- Победитель чемпионата Первой лиги СССР: 1985.
- Бронзовый призёр чемпионата Первой лиги СССР: 1986, 1987.

 «Компар/Даугава» Рига
- Финалист Кубка Латвии: 1992.

### Личные
- Заслуженный тренер Латвийской ССР: 1986.

## Память
В марте 2021 года в честь Скределиса был переименован спортивный комплекс «Аркадия» в Риге.